# Багдалин прстен Деспот Стефан Лазаревић
Багдалин прстен Деспот Стефан Лазаревић је књижевно признање које додељује Књижевни клуб Багдала из Крушевца.
Награда је под називом Златни прстен Багдале установљена 1984. поводом прославе 25. годишњице Издавачког предузећа Багдала из Крушевца. Од 1996. преименована је у Златни прстен деспота Стефана Лазаревића. Награда се састоји од копије аутентичног прстена са хералдичким ознакама који се чува у Историјском музеју Србије у Београду. Уручење се приређивало 15. априла, на Дан Издавачког предузећа Багдала. По гашењу овог предузећа, додељивање је преузео Књижевни клуб Багдала, а уручење се приређује у новембру.

## Добитници
Добитници су следећи уметници:
- 1984 — Никола Трајковић (1896–1985)
- 1985 — Десанка Максимовић
- 1986 — Ђорђе Трифуновић
- 1987 — Раде Божовић
- 1988 — Милосав Буца Мирковић
- 1989 — Светислав Мандић
- 1990 — Павле Васић
- 1991 — Драгослав Андрић
- 1992 — (?)
- 1993 — Ристо Трифковић
- 1994 — Васа Михаиловић (1926)
- 1995 — Антоније Исаковић
- 1996 — Ђоко Стојичић
- 1997 — Адам Пуслојић
- 1998 — Добрица Ћосић
- 1999 — Милић од Мачве
- 2000 — Дејан Медаковић
- 2001 — Патријарх српски Павле
- 2002 — Владета Вуковић
- 2003 — (?)
- 2004 — Слободан Ракитић
- 2005 — Милош Петровић (1928–2022)
- 2006 — Мирослав Егерић
- 2007 — Радомир Андрић
- 2008 — Срба Игњатовић
- 2008 — Љубиша Ђидић
- 2009 — Драган Јовановић Данилов
- 2009 — Момир Драгићевић (1947)
- 2009 — Павле Бубања
- 2010 — Миодраг Павловић
- 2011–2016 — није додељивана
- 2017 — Зорица Арсић Мандарић[3]
- 2017 — Бошко Руђинчанин
- 2018 — Драгослав Михаиловић[4]
- 2019 — Милисав Савић[5]
- 2020 — Љубомир Симовић[6][7][8]
- 2021 — Михајло Пантић[9][10]
- 2022 — Матија Бећковић[11]
- 2023 — Гојко Ђого[12]